# Piracuruca
Piracuruca é um município do estado do Piauí, no Brasil. Localiza-se a uma latitude 03º 55' 41" sul e a uma longitude 41º 42' 33" oeste, estando a uma altitude de 60 metros. Sua população estimada em 2004 era de 26 754 habitantes.
Em Piracuruca, fica localizado o Parque Nacional de Sete Cidades.

## Fé e Religiosidade
Piracuruca tem como Padroeira Nossa Senhora do Carmo, cuja devoção é mais que tricentenária e atrai milhares de fiéis durante suas festividades, de 06 a 16 de julho.
Além das Festividades da Padroeira em julho, também celebram-se os co-padroeiros Santo Antônio e São Francisco de Assis, nos meses de junho e setembro-outubro, respectivamente.

## Topônimo
"Piracuruca" é um termo de origem tupi que significa "peixe roncador", através da junção dos termos pirá (peixe) e kuruk (roncador). É uma referência ao Rio Piracuruca, que corta a cidade.

## Localização
Está localizado no norte do estado do Piauí, no Brasil. A distância entre a sede e a capital do estado, Teresina é de 196 quilômetros, que podem ser vencidos em três horas e meia de carro, com acesso pela BR-343 ou pela PI-115.

## História

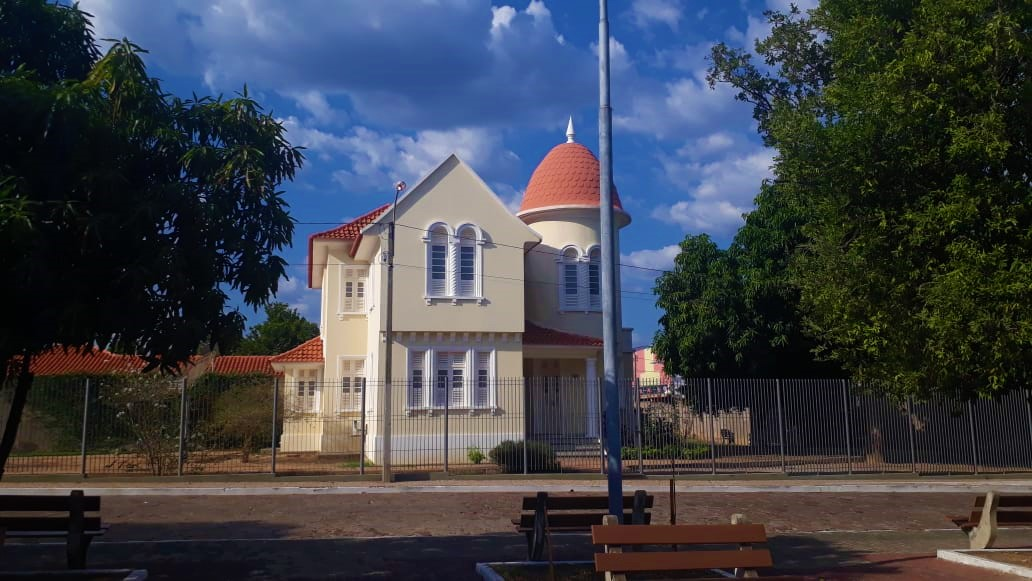
Vista de um palacete típico da arquitetura de Piracuruca.

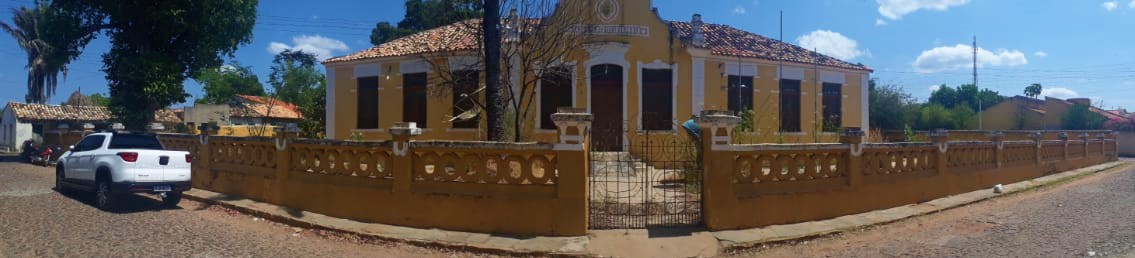
Histórica edificação da escola Anísio Brito.

O município de Piracuruca encontra-se na Região Nordeste do Brasil. Sua história ainda é pouco pesquisada, repleta de mitos e lendas. Não se sabe a data da criação da Freguesia de Nossa Senhora do Monte do Carmo de Piracuruca. Mas, de acordo com o historiador padre Cláudio Melo em seu livro "Fé e Civilização", provavelmente aconteceu em 1722 ou em 1723, em razão do desmembramento da Freguesia do Surubim (Campo Maior). É provável que o primeiro sacerdote católico tenha sido o padre João da Costa Pereira, sesmeiro e desbravador do século XVII. Sabe-se que, em 1732, o padre José Lopes Pereira iniciou suas atividades, interrompendo-as em 1742, quando foi transferido para a recém-criada Freguesia do Desterro do Piauí. Segundo o padre Cláudio Melo, o vigário José Lopes Pereira ainda retornou em dois períodos: de 1763 a 1767; e o último, de 1772 a 1780. Durante seu exercício, foi auxiliado por frades carmelitas e outros missionários.
A ocupação da área de sua jurisdição (Brejo, Maranhão; Parnaíba; Buriti dos Lopes; Bom Princípio do Piauí; Batalha; Pedro II; Domingos Mourão; Milton Brandão; Lagoa de São Francisco; Piracuruca; Cocal; Cocal dos Alves; São José do Divino; Brasileira; São João da Fronteira) está relacionada com o fim do período holandês no Recife, em 1654, decorrendo na migração dos tabajaras, liderados pela família Camarão, para a serra da Ibiapaba;  o povoamento de cristãos-novos, judeus convertidos, e demais degredados (ciganos, inclusive) por determinação da Coroa portuguesa, oriundos de Portugal e dos Açores; a construção das estradas de ligação entre o Maranhão e o Ceará; a revolta de Beckman, irmãos cristãos-novos, donos de engenho no Maranhão; o aldeamento dos jesuítas em Viçosa do Ceará, na serra da Ibiapaba; a atuação de bandeirantes paulistas (capitão-mor, mestre do campo da conquista do Piauí, Francisco Dias de Siqueira, conhecido como "O Surdo" ou "O Apuçá", auxiliado por João Pires de Brito; capitão-mor João Amaro Maciel Parente), baianos (capitão-mor Bernardo de Carvalho e Aguiar, Coronel Pedro Barbosa Leal); e maranhenses (Capitão-mor do Maranhão Vital Maciel Parente) e pernambucanos (capitão-mor Antônio da Cunha Souto Maior, mestre da conquista do Piauí e do Maranhão); a ação evangelizadora de missionários de várias ordens religiosas: mercedários, carmelitas e jesuítas, por exemplo.
A Igreja Matriz de Nossa Senhora do Carmo foi construída entre 1718 e 1743 a mando de Manuel Dantas Correia e José Dantas Correia, porém, desconhece-se se os dois tinham alguma ligação com os carmelitas e mercedários que atuavam no norte do Piauí. Uma de suas primeiras imagens, Nossa Senhora do Monte Serrat, fora trazida da Ermida de Nossa Senhora do Monte Serrat, construída em 1711 pelo Coronel Pedro Barbosa Leal na Vila Velha da Parnaíba, em razão do aumento dos ataques dos tremembés à região, no começo do segundo decênio do século XVIII.
A freguesia de Nossa Senhora do Monte do Carmo tornou-se vila de Nossa Senhora do Carmo da Piracuruca através de Decreto Regencial em 6 de julho de 1832, e foi emancipada politicamente, elevando-se à categoria de cidade pelo Decreto Estadual nº 1, de 28 de dezembro de 1889.
Piracuruca é um nome tupi que significa "peixe que ronca". A cidade foi fundada a partir de antiquíssima fazenda de gado, situada às margens do rio do mesmo nome, na rota da passagem de colonizadores que, do Ceará, adentravam pela terra dos índios tocarijus rumo ao Maranhão.
A cidade guarda, até hoje, a aparência da arquitetura do tempo colonial e destaca-se pela hospitalidade do seu povo. A economia baseia-se na pecuária e no extrativismo da carnaubeira, palmeira nativa que produz resinas vegetais de larga aplicação na indústria.

## Lista de ex-prefeitos de Piracuruca
Alguns prefeitos de Piracuruca ( lista a completar).
Prefeitos:
1 – 1930 a 1934 – Anfrísio Gomes Rocha
2 – 1934 a 1937 – Luiz de Morais Meneses (Lucas Meneses)
3 – 1935 – José Lopes da Trindade (em exercício: junho a outubro)
4 – 1937 a 1939 – Luiz de Morais Meneses (Lucas Meneses)
5 – 1939 – José Lopes da Trindade
6 – 1939 a 1940 – Raimundo Ney Baumann
7 – 1940 a 1941 – João Fortes de Siqueira
8 – 1941 – José Lopes da Trindade
9 – 1941 a 1945 – Antônio José de Sousa
10 – 1945 a 1946 – José Bittencourt Pereira
11 – 1946 – Torquato Pereira de Araújo
12 – 1946 – Agenor de Morais Meneses
13 – 1946 a 1947 – Cícero Fortes de Cerqueira
14 – 1947 a 1948 – Luiz de Brito Melo
15 – 1948 – José Bittencourt Pereira (em exercício: janeiro)
16 – 1948 a 1951 – Raimundo da Silva Ribeiro (Doca Ribeiro)
17 – 1949 – José Lopes da Trindade (em exercício: janeiro, julho e dezembro)
18 – 1950 – José Lopes da Trindade (em exercício: maio e junho)
19 – 1951 a 1955 – Luiz de Brito Melo
20 – 1951 – José Lopes da Trindade (em exercício: agosto e outubro)
21 – 1952 – José Lopes da Trindade (em exercício: abril a dezembro)
22 – 1953 – Raimundo da Silva Ribeiro (em exercício: fevereiro e outubro)
23 – 1954 – Raimundo da Silva Ribeiro (em exercício: fevereiro a julho e novembro)
24 – 1955 a 1959 – José Mendes de Moraes (Geroca)
25 – 1957 – João Fortes de Almeida Portugal (em exercício: maio)
26 – 1959 a 1961 – José de Brito Magalhães
27 – 1961 a 1962 – Raimundo da Silva Ribeiro
28 – 1962 – Félix do Amaral Cerqueira
29 – 1962 a 1963 – Aníbal de Moraes Fontenele
30 – 1963 a 1967 – José Mendes de Moraes (Geroca)
31 – 1967 a 1971 – Raimundo da Silva Ribeiro
32 – 1971 – 1973 – Cícero Fortes de Cerqueira
33 – 1973 – Raimundo da Silva Ribeiro
34 – 1973 a 1977 – Clarindo Primo de Sampaio
35 – 1977 – 1983 – Franklin de Andrade Fontenele
36 – 1980 – João Coelho de Brito (em exercício: abril a outubro)
37 – 1983 a 1988 – Gonçalo Rodrigues Magalhães
38 – 1989 a 1992 – Adelino Fortes de Moraes Melo
39 – 1991 – Francisco Machado de Sampaio (em exercício: maio)
40 – 1993 a 1996 – Gonçalo Rodrigues Magalhães
41 – 1993 – José de Morais Brito (em exercício: junho a julho)
- Luís de Brito Melo;
- Raimundo da Silva Ribeiro;
- Torquato Pereira de Araújo;
- José Mendes de Morais;
- Franklin de A. Fontenelle;
- Gonçalo Rodrigues Magalhães,
- Adelino Fortes de M Melo;
- Raimundo Gomes Machado;
- Raimundo Alves Filho;
- Alcides Cardoso de Araújo;
- Raimundo Vieira de Brito.

Raimundo Alves Filho. 
No dia 2 de outubro de 2016, o prefeito venceu as eleições municipais e  no dia 1 de janeiro de 2017 entrou em seu 4° mandato como gestor do município de Piracuruca.
Atualmente, Francisco de Assis da Silva Melo(Assis Mãozinha), venceu as eleições de 2021 em 15/11, assumindo seu primeiro mandato apoiado ao ex-prefeito Dr. Raimundo.

## Perspectivas

### Agroindústria
O município de Piracuruca é um dos maiores produtores de castanha de caju da região norte do estado bem como se desenvolve aceleradamente a atividade apícola, que juntos formam dois importantes vetores que viabilizam a criação de pequenas indústrias do setor.
A administração municipal busca resgatar esta viabilidade e proporcionar incentivo a investimentos nesta área, que seguramente será um forte gerador de empregos.

### Agricultura familiar
A barragem do rio Piracuruca, que acumula 250 000 000 de metros cúbicos de água, oferece, em suas margens, a fantástica oportunidade de fixação de pequenos lotes onde centenas de famílias podem produzir legumes e verduras durante o ano inteiro, além de possibilitar a piscicultura em tanques-rede.

## Cultura

### Turismo

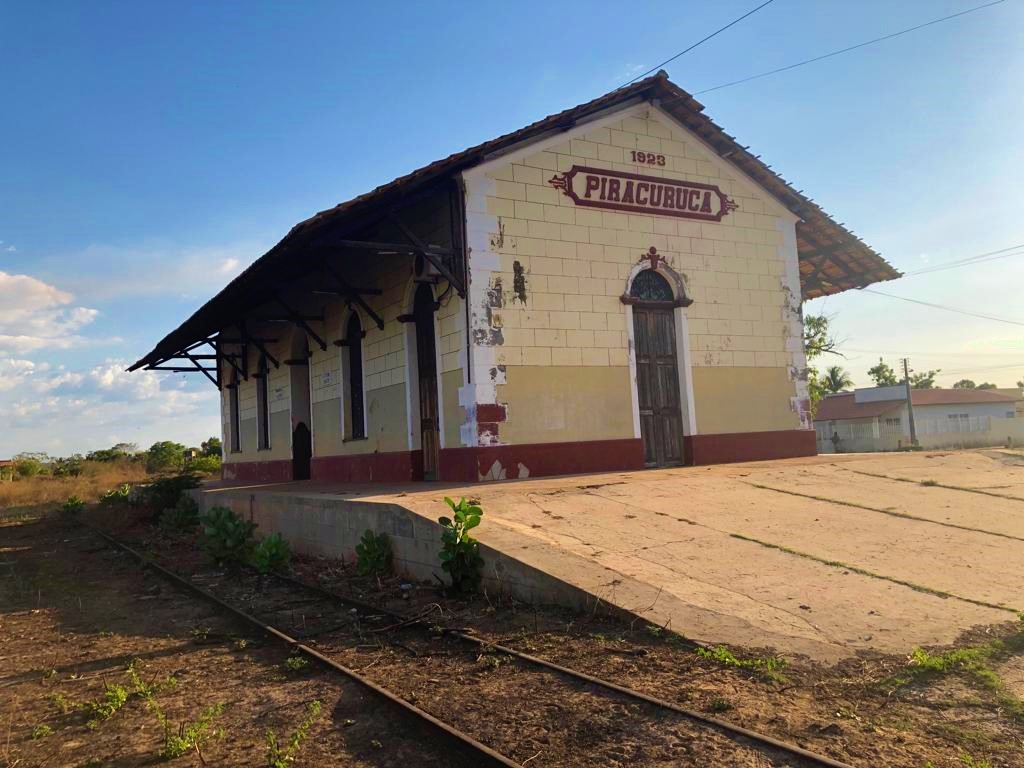
Estação Ferroviária de Piracuruca edificada em 1923 pela Estrada de Ferro Central do Piauí.

O potencial turístico do município de Piracuruca encontra-se nas belezas naturais e arquitetônicas, o Complexo Turístico Prainha, Barragem, Parque Nacional de Sete Cidades, Parque Ambiental Henriqueta Fortes de Cerqueira, dentre outras. A arquitetura e os casarões e palacetes do centro da cidade, a Estação Ferroviária feita em 1923 e a monumental igreja matriz construída de pedra em estilo barroco e a rica história da cidade formam um conjunto de belezas que enchem os olhos de quem vem conhecer a cidade.

### Biblioteca

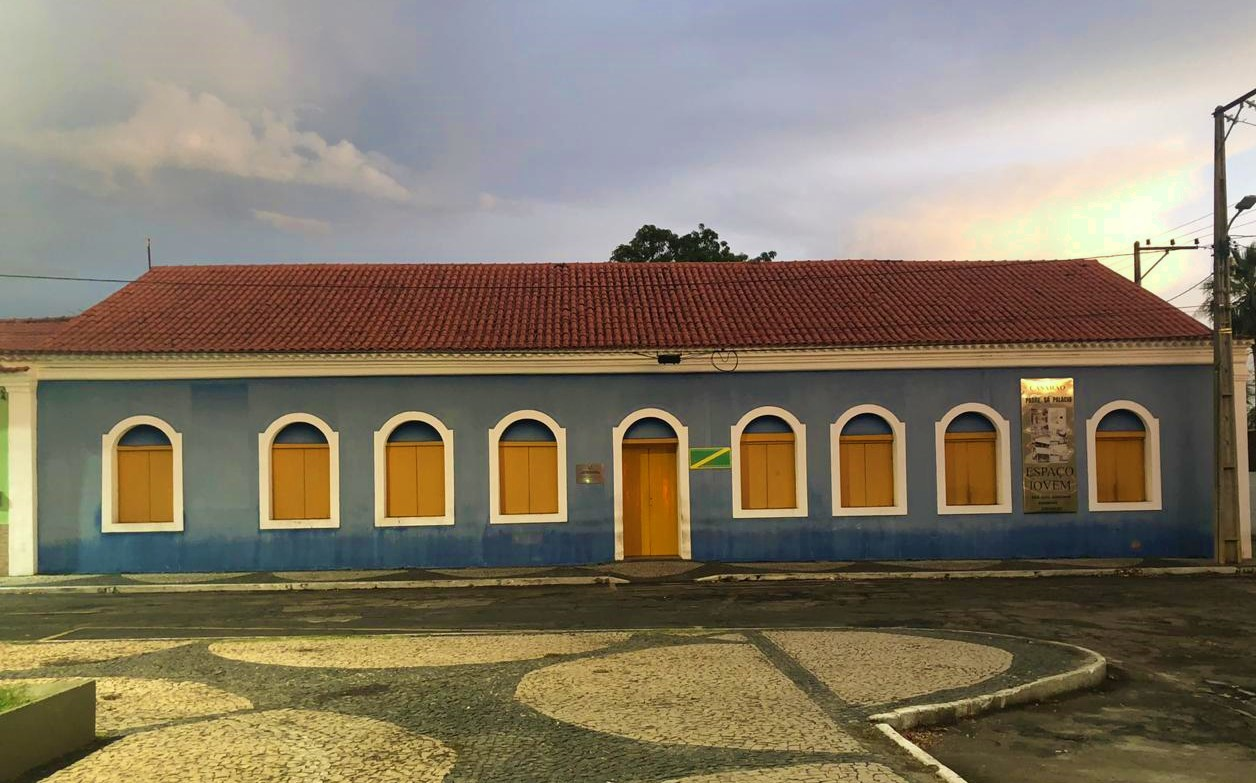
Edificação histórica onde funciona a Biblioteca Municipal de Piracuruca

Conforme a lista do Sistema Nacional de Bibliotecas Públicas a biblioteca Municipal de Piracuruca tem a denominação oficial de Biblioteca Pública Municipal Poetisa Luiza Amélia. Funciona no Espaço Jovem sediado no prédio do Padre Sá Palácio, historicamente conhecido por Casa Imperial da Intendência de Piracuruca, localizada na Praça Irmãos Dantas, onde também funciona academia pública, aulas de música, e emissão de documentos de identificação.
Construção conhecida como Casarão Padre Sá, Palácio Municipal e Casa Imperial da Intendência de Piracuruca e de acordo com a Lista do patrimônio histórico no Piauí: A antiga Casa da Intendência foi a primeira sede do Governo Municipal de Piracuruca, quando de sua instalação em 23 de dezembro de 1823. Presume- se que o prédio tenha sido edificado pelo Padre Sá Palácio entre 1812 e 1823, tendo sido lá o local da leitura da Proclamação por Leonardo das Dores castelo Branco no ato de adesão da Piracuruca à Intendência do Brasil. Ao longo do tempo o prédio serviu a diversas atividades públicas e tornou-se residência, também, por várias ocasiões.